# Centro Universitario de Ciencias de la Salud
El Centro Universitario de Ciencias de la Salud o CUCS, creado el 4 de mayo de 1994 por el pleno del H. Consejo General Universitario, es uno de los seis centros temáticos de la Universidad de Guadalajara, destinado como su nombre lo indica a las ciencias referentes a la salud, ofreciendo carreras a nivel licenciaturas, Técnico Superior Universitario y de posgrado; especialidad, maestría y doctorado.

## Servicios

### Publicaciones
El CUCS publica tres revistas sobre la salud: Revista de Investigación en Salud, Revista de Educación y Desarrollo, Anuario de Investigación en Adicciones, cuyo contenido puede ser descargado en línea y usado siempre y cuando se cite la referencia.
La Revista de Investigación en la Salud cuya publicación se hace cuatrimestralmente, es además un órgano oficial del Centro Universitario de Ciencias de la Salud de la Universidad de Guadalajara y del OPD Hospitales Civiles de Guadalajara, se puede descargar su contenido en el siguiente enlace.
La Revista de Educación y Desarrollo hace publicaciones de carácter científico que constituyen informes de investigación, revisiones críticas, ensayos teóricos y reseñas bibliográficas referidos a cualquier ámbito de la psicología, la psicología educativa, la psicología de la salud y, en general, las ciencias de la educación, aquí se publican postulados y teorías del alumnado las cuales son sometidos a un proceso de validación, el contenido se puede descargar en el siguiente .
Asimismo, el CUCS cuenta con una publicación seriada de divulgación científica exclusiva de temas de salud. La revista Con Evidencia se comenzó a publicar en enero de 2024.

### Servicios Bibliotecarios
La Biblioteca o Servicios Bibliotecarios, son el conjunto de servicios integrados, entre los cuales se puede mencionar la Hemeroteca que cuenta con 484 publicaciones impresas desde 1995 a la fecha, una Colección particular y Tesis con información tematizada a los programas impartidos en el centro universitario y una colección multimedia, además de una base de datos que se puede consultar en línea, en la que hay varios enlaces a publicaciones en línea y archivos especializados en el tema de la salud.

### Laboratorios
Cuenta con 14 laboratorios, que a continuación se enlistan:
- Laboratorio de Evaluación del Estado Nutricional
- Laboratorio de Dietología
- Laboratorio de Bromatología
- Laboratorio de Genética Humana
- Laboratorio de Bioquímica
- Laboratorio de Inmunología
- Laboratorio de Investigación Cardiopulmonar
- Laboratorio de Investigación Cardiovascular
- Laboratorio de Microbiología y Patología
- Laboratorio de Microscopia en alta resolución
- Laboratorio de Psicobiología
- Laboratorio de Radiodiagnóstico
- Laboratorio de Nutrición Humana
- Laboratorio de Enfermedades Tropicales
- Laboratorio de Salud Pública
- Laboratorio de Psicología y Educación Especial
- Laboratorio de cardiología.
- Laboratorio de Simulación clínica

### Clínicas
Cuenta con clínicas de atención a la población dentro del Centro Universitario las cuales son: 
- Clínica de Terapia Física
- Clínica Odontología Integral
- Clínica de Podología

## Oferta Académica
El CUCS ofrece carreras a nivel licenciaturas, Técnico Superior Universitario y de posgrado; especialidad, maestría y doctorado.
- Licenciaturas:[2]
  - Licenciatura en Cirujano Dentista.
  - Licenciatura en Podología.
  - Licenciatura en Cultura Física y Deportes.
  - Licenciatura en Enfermería.
  - Licenciatura en Enfermería Semiescolarizada.
  - Licenciatura en Medicina (Médico Cirujano y Partero).
  - Licenciatura en Nutrición.
  - Licenciatura en Psicología.
  - Licenciatura en Terapia Física

- Técnico:[3]
  - Técnico en enfermería.
  - Técnico en prótesis dental.
  - Técnico en patología (histología y citología)
- Técnico a Superior Universitario:[4]
  - Técnico Superior Universitario en Prótesis Dental
  - Técnico Superior Universitario en Radiología e Imagen
  - Técnico Superior Universitario en Emergencias Seguridad Laboral y Rescates
  - Técnico Superior Universitario en Terapia Respiratoria

- Maestrías:[5]
  - Maestría en Ciencias de la Salud Pública.
  - Maestría en Genética Humana.
  - Maestría en Gerencia de Servicios de Salud.
  - Maestría en Psicoterapia Psicoanalítica Grupal.
  - Maestría en Terapia Familiar.
  - Maestría en Neuropsicología.

- Doctorados:[6]
  - Doctorado en Ciencias Biomédicas con Orientaciones en Inmunología y Neurociencias.
  - Doctorado en Ciencias de la Salud en el Trabajo.
  - Doctorado en Ciencias de la Salud Pública.
  - Doctorado en Ciencias en Biología Molecular en Medicina.
  - Doctorado en Farmacología.
  - Doctorado en Genética Humana.
  - Doctorado en Ciencias de la Nutrición Traslacional.